# Arturo Pérez-Reverte
Arturo Pérez-Reverte, född 25 november 1951 i Cartagena i Murcia, är en spansk författare och journalist. Sedan 2003 är han också ledamot av Spanska akademin (för spanska språket).
Pérez tog licentiatexamen i journalistik och under de första tre åren i denna karriär läste han samtidigt statskunskap. Under 21 år (1973–1994) arbetade han som krigskorrespondent, först för Diario Pueblo (där han blev kvar under 12 år) och sedan vid den spanska televisionen. Under sin vistelse på tidningen grundade han 1977 tidningen Defensa ("Försvar") tillsammans med sin kompanjon Vicente Talón. Defensa kom ut första gången i april 1978, och Pérez var redaktionschef där fram till dess att hans åtaganden som korrespondent gjorde att han inte kunde upprätthålla redaktörskapet. 1974 skrev han jubileumsboken om fotbollsklubben Barcelona. 
Filmen The Ninth Gate bygger på hans roman El club Dumas, 1993.